# Acrobiston aestivalis
Acrobiston aestivalis là một loài bướm đêm trong họ Geometridae.